# Dicamptodon tenebrosus
Dicamptodon tenebrosus là một loài kỳ giông trong họ Dicamptodontidae. Đây là loài đặc hữu của Tây Bắc Thái Bình Dương bắc Bắc Mỹ. Có ba loài có liên quan chặt chẽ với loài này là D. ensatus, D. copei và D. aterrimus. Môi trường sống tự nhiên là rừng ôn đới, sông, hồ nước ngọt và đầm lầy.
Dicamptodon tenebrosus được bảo vệ khỏi bị săn bắt giết hại theo Đạo Luật vật hoang dã của tỉnh bang British Columbia.

## Phân bố
Loài này được tìm thấy ở miền bắc California, Oregon, Washington và miền nam British Columbia.